# Estación Pétillon
La estación de Pétillon es una de las estaciones del sistema de metro de Bruselas situado en el ramal este de la línea 5. La estación fue abierta al público el 20 de septiembre de 1976 y lleva el nombre de Arthur Pétillon, un colono belga que falleció en Etterbeek hacia 1909. La estación sufrió una renovación acabada en abril de 2008 que costó 6,3 millones de euros y duró un año y medio.